# Lyle Foster
Lyle Foster (Soweto, 3 september 2000) is een Zuid-Afrikaans voetballer die als aanvaller speelt. Hij verruilde KVC Westerlo voor Burnley FC in januari 2023.

## Carrière
Foster is een jeugdproduct van Orlando Pirates FC. Nadat hij daar doorstroomde naar het eerste elftal plukte AS Monaco hem er in januari 2019 weg. In zijn eerste halve seizoen in Monaco mocht Foster enkel bij het B-elftal in de Championnat National 2 spelen. Op de openingsspeeldag van het seizoen 2019/20 kreeg hij in de competitie zijn eerste basisplaats van trainer Leonardo Jardim tegen Olympique Lyon. Op de tweede speeldag mocht hij dan weer invallen tegen FC Metz. Desondanks werd hij eind augustus voor één seizoen uitgeleend aan zusterclub Cercle Brugge.

## Clubstatistieken
| Seizoen     | Club               | Competitie            | Competitie | Competitie | Competitie | Beker | Beker | Beker | Internationaal | Internationaal | Internationaal | Totaal | Totaal | Totaal |
| Seizoen     | Club               | Competitie            | Wed.       | Dlp.       | Ass.       | Wed.  | Dlp.  | Ass.  | Wed.           | Dlp.           | Ass.           | Wed.   | Dlp.   | Ass.   |
| ----------- | ------------------ | --------------------- | ---------- | ---------- | ---------- | ----- | ----- | ----- | -------------- | -------------- | -------------- | ------ | ------ | ------ |
| 2017/18     | Orlando Pirates FC | Premier Soccer League | 9          | 1          | 1          | 2     | 0     | 0     | —              | —              | —              | 11     | 1      | 1      |
| Club Totaal | Club Totaal        | Club Totaal           | 9          | 1          | 1          | 2     | 0     | 0     | 0              | 0              | 0              | 11     | 1      | 1      |
| 2018/19     | AS Monaco          | Ligue 1               | 0          | 0          | 0          | 0     | 0     | 0     | 0              | 0              | 0              | 0      | 0      | 0      |
| 2019/20     | AS Monaco          | Ligue 1               | 2          | 0          | 0          | 0     | 0     | 0     | 0              | 0              | 0              | 2      | 0      | 0      |
| Club Totaal | Club Totaal        | Club Totaal           | 2          | 0          | 0          | 0     | 0     | 0     | 0              | 0              | 0              | 2      | 0      | 0      |
| 2019/20     | → Cercle Brugge    | Jupiler Pro League    | 18         | 1          | 1          | 1     | 0     | 0     | —              | —              | —              | 19     | 1      | 1      |
| Club Totaal | Club Totaal        | Club Totaal           | 18         | 1          | 1          | 1     | 0     | 0     | 0              | 0              | 0              | 19     | 1      | 1      |
| 2020/21     | Vitória Guimarães  | Liga NOS              | 5          | 0          | 0          | 2     | 0     | 0     | —              | —              | —              | 7      | 0      | 0      |
| Club Totaal | Club Totaal        | Club Totaal           | 5          | 0          | 0          | 2     | 0     | 0     | 0              | 0              | 0              | 7      | 0      | 0      |
| 2021/22     | → KVC Westerlo     | Eerste Klasse B       | 23         | 4          | 5          | 3     | 1     | 0     | —              | —              | —              | 26     | 5      | 5      |
| 2022/23     | KVC Westerlo       | Jupiler Pro League    | 21         | 8          | 4          | 0     | 0     | 0     | —              | —              | —              | 21     | 8      | 4      |
| Club Totaal | Club Totaal        | Club Totaal           | 44         | 12         | 9          | 3     | 1     | 0     | 0              | 0              | 0              | 47     | 13     | 9      |
| 2022/23     | Burnley FC         | EFL Championship      | 11         | 1          | 0          | 4     | 0     | 1     | —              | —              | —              | 15     | 1      | 1      |
| 2023/24     | Burnley FC         | Premier League        | 24         | 5          | 3          | 2     | 0     | 0     | —              | —              | —              | 26     | 5      | 3      |
| 2024/25     | Burnley FC         | EFL Championship      | 19         | 1          | 3          | 2     | 1     | 0     | —              | —              | —              | 21     | 2      | 3      |
| Club Totaal | Club Totaal        | Club Totaal           | 54         | 7          | 6          | 8     | 1     | 1     | 0              | 0              | 0              | 62     | 8      | 7      |
| TOTAAL      | TOTAAL             | TOTAAL                | 132        | 21         | 17         | 16    | 2     | 1     | 0              | 0              | 0              | 148    | 23     | 18     |

Bijgewerkt op 21 mei 2024.

## Interlandcarrière
| Interlands van Lyle Foster voor Zuid-Afrika | Interlands van Lyle Foster voor Zuid-Afrika | Interlands van Lyle Foster voor Zuid-Afrika | Interlands van Lyle Foster voor Zuid-Afrika | Interlands van Lyle Foster voor Zuid-Afrika | Interlands van Lyle Foster voor Zuid-Afrika | Interlands van Lyle Foster voor Zuid-Afrika |
| №                                           | Datum                                       | Wedstrijd                                   | Uitslag                                     | Competitie                                  | Dlp.                                        | Ass.                                        |
| Als speler bij Vitória Guimarães            | Als speler bij Vitória Guimarães            | Als speler bij Vitória Guimarães            | Als speler bij Vitória Guimarães            | Als speler bij Vitória Guimarães            | 0                                           | 0                                           |
| ------------------------------------------- | ------------------------------------------- | ------------------------------------------- | ------------------------------------------- | ------------------------------------------- | ------------------------------------------- | ------------------------------------------- |
| 1.                                          | 8 oktober 2020                              | Zuid-Afrika - Namibië                       | 1 - 1                                       | Vriendschappelijk                           |                                             |                                             |
| 2.                                          | 11 oktober 2020                             | Zuid-Afrika - Zambia                        | 1 - 2                                       | Vriendschappelijk                           |                                             |                                             |
| 3.                                          | 28 maart 2021                               | Soedan - Zuid-Afrika                        | 2 - 0                                       | Kwalificatie Afrika Cup 2021                |                                             |                                             |
| Als speler bij KVC Westerlo                 | Als speler bij KVC Westerlo                 | Als speler bij KVC Westerlo                 | Als speler bij KVC Westerlo                 | Als speler bij KVC Westerlo                 | 1                                           | 0                                           |
| 4.                                          | 25 maart 2022                               | Guinee - Zuid-Afrika                        | 0 - 0                                       | Vriendschappelijk                           |                                             |                                             |
| 5.                                          | 19 maart 2022                               | Frankrijk - Zuid-Afrika                     | 5 - 0                                       | Vriendschappelijk                           |                                             |                                             |
| 6.                                          | 9 juni 2022                                 | Marokko - Zuid-Afrika                       | 2 - 1                                       | Kwalificatie Afrika Cup 2023                | 1                                           |                                             |
| Als speler bij Burnley FC                   | Als speler bij Burnley FC                   | Als speler bij Burnley FC                   | Als speler bij Burnley FC                   | Als speler bij Burnley FC                   | 3                                           | 0                                           |
| 7.                                          | 24 maart 2023                               | Zuid-Afrika - Liberia                       | 2 - 2                                       | Kwalificatie Afrika Cup 2023                | 2                                           |                                             |
| 8.                                          | 9 september 2023                            | Zuid-Afrika - Namibië                       | 0 - 0                                       | Vriendschappelijk                           |                                             |                                             |
| 9.                                          | 12 september 2023                           | Zuid-Afrika - Congo-Kinshasa                | 1 - 0                                       | Vriendschappelijk                           | 1                                           |                                             |
| 10.                                         | 13 oktober 2023                             | Zuid-Afrika - Swaziland                     | 0 - 0                                       | Vriendschappelijk                           |                                             |                                             |
| 11.                                         | 17 oktober 2023                             | Ivoorkust - Zuid-Afrika                     | 1 - 1                                       | Vriendschappelijk                           |                                             |                                             |